# Eugenio Gherso
Eugenio Gherso (fl. XX secolo) è stato un calciatore italiano, di ruolo centrocampista.

## Carriera
Con la Novese disputa 11 gare nel campionato di Prima Divisione 1923-1924.